# Футбол в Лондон
Футболът е най-известният и популярен спорт в Лондон, столицата на Обединеното кралство. Много от тимовете са с имена на районите или кварталите, в които играят или са играли в миналото.

## История
На 26 октомври 1863 година представителите на голям брой клубове от цяла Англия се срещат в бар на Грейт Куин Стрийт в Лондон. Там те приемат първите правила на играта и дават началото на развитието на модерния футбол. В края на 19 век интересът към футбола нараства главоломно, тъй като хиляди хора търсят забавление или начин да прекарат свободното си време през уикендите.
Започват да се основават стотици отбори, като най-старият играещ във Премиършип е „Фулъм“, основан през 1879 година. Най-старият функциониращ клуб е „Крей Уондърърс“, играещ в Истмиън лигата и основан през 1860 година (по-рано в графство Кент, в Лондон).
Дълго време в Лондон доминират аматьорските отбори. Те са създавани от фабрични работници или са тимове на училищата и колежите в града. Първият професионален клуб е „Дайъл Скуеър“, който бойкотира аматьорската футболна асоциация. Тимове, последвали примера на артилеристите, са „Милуол“ (1861), „Тотнъм“ (1896), „Фулъм“ (1898), „Уест Хям Юнайтед“ (1898).

## Клубове-основатели на ФА
- ФК Барнс
- ФК Сивил Сървис
- ФК Крусейдърс
- ФК Уондърърс
- ФК Ноу Неймс
- ФК Килбърн
- ФК Блекхед
- ФК Кристъл Палас
- ФК Сърбитън
- ФК Чартърхаус

## Клубни отбори
- Тотнъм
- Арсенал
- Челси
- Фулъм
- Уест Хям Юнайтед
- Кристъл Палас
- Куинс Парк Рейнджърс
- Брентфорд
- Чарлтън Атлетик
- Лейтън Ориент
- Милуол
- Барнет
- Дагенам & Редбридж
- АФК Уимбълдън
- Хейз & Йединг
- Бромли
- Хемптън & Ричмънд
- Уелинг Юнайтед
- Каршолтън Атлетик
- Крей Уондърърс
- Кингстониън
- Хароу Бъро
- Хендън
- АФК Хорнчърч
- Сътън Юнайтед
- Уелдстоун
- Туутинг & Митчам Юнайтед